# Интриаго Паэс, Луис Фернандо
Луис Фернандо Интриаго Паэс (род. 3 августа 1956, Гуаякиль, Эквадор) — бывший священник из Гуаякиля, был пастором церкви Ченстоховской Иконы Божьей Матери с 1996 по 2013 год.
Интриаго был отстранен от должности священника Архиепископством Гуаякиля после того, как появились жалобы на то, что он подвергал сексуальному насилию и пытал несовершеннолетних. Интриаго говорил своим жертвам, что для того, чтобы помочь себе и своим семьям, они должны были пострадать от тайной жертвы, которую он назвал «движением греха» (dinámica del pecado).
Он также известен тем, что выступал против абортов и привёл в Эквадор католическую группу Movimiento de Vida Cristiana, основанную Луисом Фернандо Фигари, который также обвинялся в сексуальном насилии над несовершеннолетними.

## Биография

### Юность и образование
Интриаго родился в 1956 году в Гуаякиле, является вторым из четырех братьев. Он окончил Unidad Educativa Javier, школу иезуитов в Гуаякиле.
С 18 лет Интриаго часто посещал храм Шёнштата в Гуаякиле. Он был членом христианской группы в течение восьми лет, что приблизило его к католической вере.

### Взрослая жизнь
В молодости он был очень общительным, любил много говорить, встречался со своими друзьями и занимался серфингом в Монтаните и других местах на полуострове Санта-Елена.
Когда ему исполнилось 26 лет, он собирался закончить учебу в области гражданского строительства и жениться на своей девушке. Но Интриаго почувствовал, что он «захвачен одиночеством, смешанным с пустотой», поэтому вскоре после этого он посетил святилище Шёнштат. После нескольких минут размышлений он был убежден отдать свою жизнь церкви.

### Церковная жизнь
Интриаго работал в соседних округах Гуаякиль — Урдеса и Ла Альборада. В 1996 году он стал приходским священником церкви Богоматери Ченстоховой (Iglesia Nuestra Señora de Czestochowa). Там он выполнял свои обязанности и организовывал процессии Страстной недели с религиозными группами, например, Легион Марии (Legión de María), Монтанья Клара (Montaña Clara), Харизматическое движение (Movimiento Carismático), Matrimonio para Cristo и Христианское движение жизни.
В 2002 году Интриаго основал католическую группу Движения христианской жизни в Гуаякиле, которая является частью общества апостольской жизни Sodalicio de Vida Cristiana, основанного в Перу католиком-мирянином из Лимы Луисом Фернандо Фигари. Интриаго был духовным помощником католической группы, в которой до 2005 года насчитывалось более 1500 членов.

## Скандал по поводу сексуальных надругательств и пыток несовершеннолетних
В 2003 году Конгрегация по доктрине веры неоднократно выговаривала ему за «активное гомосексуальное поведение». Выговоры были сделаны снова в 2009 году, когда собрание узнало, что у Интриаго были ночные встречи с несовершеннолетними, которые были членами Христианского Жизненного Движения.

### Прецеденты
Интриаго был обвинен в сексуальном насилии и пытках несовершеннолетних посредством практики, не признанной католической церковью, которая называется «движение греха» (dinámica del pecado). В 2013 году архиепископ Антонио Арреги отстранил его от священнической деятельности. Он оказал поддержку основателю Христианского движения жизни Луису Фернандо Фигари (также обвиняемому в сексуальном насилии над несовершеннолетними) в Лиме и привел Христианское движение жизни в Эквадор.

### Развитие греха
Начиная с 2013 года, Интриаго обвиняли в сексуальном насилии и пытках несовершеннолетних. Интриаго мог манипулировать несовершеннолетними, говоря им о небесном голосе сказал ему, что они были избранными, помазанными, и что они могут изменить мир.
Интриаго исследовал личную жизнь несовершеннолетних. Он выбирал тех, у которых были экономические, эмоциональные или семейные проблемы, а также мальчиков, у которых были члены семьи с неизлечимыми заболеваниями. После того, как он завоевывал доверие несовершеннолетнего, он предлагал выполнить так называемое движение греха, которая состояла из серии действий и сеансов, начиная от самых легких до самых сильных.
Веревка являлась одним из орудий, которые Интриаго использовал в своем «движении греха», чтобы связать и повесить оскорбленных несовершеннолетних, чтобы обездвижить их во время пыток.
В этом обряде Интриаго исполнял роль дьявола и мира, а несовершеннолетний — роль самого себя, христианина-католика, который собирался сражаться против мира и должен был почувствовать боль, причиненную грехом.
Он снимал с мальчиков одежду, завязывал глаза и связывал руки и ноги и подвешивал. Затем он подвергал их пыткам, избивал или бил электрическим током. Во время обряда Интриаго также был полуголым и имел непосредственный физический контакт с жертвой.
После он говорил жертве, что все это делается для того, чтобы улучшить мир, улучшить жизнь мальчика и здоровье членов его семьи, которые находятся в тяжелом состоянии или любых других проблем, с которыми он может столкнуться. Он всегда давал понять, что они должны держать это в секрете — это должно быть только между Интриаго, несовершеннолетним, подвергшимся насилию, и Богом. Интриаго обосновывал этот секрет библейскими фразами «не позволяйте левой руке знать, что делает ваша правая рука».

### Обвинение
Первым, кто осудил Интриаго за эти действия, был Хуан Хосе Баяс в 2013 году. В то время Баясу было 23 года, но он страдал от пыток «движения греха», когда ему было 15 лет.

### Приговор
Впоследствии, более 10 жертв рассказали, что также подвергались пыткам со стороны Интриаго, и он был отлучен от церкви, отстранен от деятельности священнослужителя, ему было запрещено посещать массовые мероприятия до тех пор, пока не закончится расследование.
В 2016 году он подал второе письмо с апелляцией, утверждая, что это был необходимый акт.
23 июля 2018 года архиепархия Гуаякиля в пресс-релизе объявила, что 12 июля она получила «указ об исключении из духовного государства и освобождении от священнических обязательств» Луиса Фернандо Интриаго Паэса, после того как Конгрегация по доктрине веры отклонила его апелляцию из-за отсутствия оснований.
Интриаго не сможет совершать какие-либо церковные действия или совершать какие-либо таинства, будь то публично или Он не сможет преподавать богословие в институтах католической церкви. Это решение является окончательным.